# 피터 밴더케이
피터 윌리엄 밴더케이(영어: Peter William Vanderkaay, 1984년 2월 29일 ~ )는 미국의 수영 선수이다. 2004년 아테네 올림픽, 2008년 베이징 올림픽에서 각각 금메달을 땄다.

## 수영 경력
밴더케이는 2004년 하계 올림픽에서 800m 자유형 계주 팀의 일원이었다.
밴더케이는 2005년 몬트리올 세계 수영 선수권 대회 800m 자유형 계주에서 금메달을 땄다.
밴더케이는 2007년 멜버른 세계 수영 선수권 대회에서 록티, 펠프스, 켈러와 함께 다시 계주 팀을 이루었다. 그들은 800m 자유형 계주에서 7분 3.24초의 세계 기록을 세웠다.
밴더케이는 2008년 하계 올림픽때 200m 자유형에서 동메달을 땄다.

## 같이 보기
- 올림픽 수영 남자 메달리스트 목록
- 수영 계영 800m 세계 기록 추이